# Travanca (Mogadouro)
Travanca es una freguesia portuguesa situada en el municipio de Mogadouro. Según el censo de 2021, tiene una población de 119 habitantes.